# Josep Gómes
Josep Gómes (La Massana, 1985. december 3. –) andorrai válogatott labdarúgó, az Inter d’Escaldes kapusa. Kiválóan beszél angolul.

## Pályafutása
Gómes La Massana városában született és egész pályafutását spanyol alsóbb osztályú egyesületekben töltötte, megfordult az  FC Andorra, az UD Ibiza-Eivissa, a CD Ciudad de Vícar és a CF San Rafael csapatában is.
2006 óta az andorrai válogatott tagja. Tagja volt a válogatott történelmi győzelmének, amikor az andorrai válogatott története során először győzte le a magyar válogatottat 1–0-ra.

### Válogatott
2022. március 28-án frissítve.
| Andorra  | Andorra         | Andorra |
| Év       | Pályára lépések | Gólok   |
| -------- | --------------- | ------- |
| 2006     | 0               | 0       |
| 2007     | 0               | 0       |
| 2008     | 2               | 0       |
| 2009     | 3               | 0       |
| 2010     | 7               | 0       |
| 2011     | 7               | 0       |
| 2012     | 6               | 0       |
| 2013     | 2               | 0       |
| 2014     | 1               | 0       |
| 2015     | 1               | 0       |
| 2016     | 4               | 0       |
| 2017     | 7               | 0       |
| 2018     | 8               | 0       |
| 2019     | 10              | 0       |
| 2020     | 8               | 0       |
| 2021     | 7               | 0       |
| 2022     | 1               | 0       |
| Összesen | 74              | 0       |